# The Lone Ranger (televisieserie)
The Lone Ranger is een Amerikaanse westernserie die in 1933 begon als een radio-hoorspel, en daarna van 1949 tot 1957 als televisiereeks te zien was.
De hoofdpersoon, The Lone Ranger, is een gemaskerde Texaanse Ranger (een soort politieagent) die op zijn trouwe paard, Silver, het kwaad bestrijdt. Hij wordt daarbovenop ook nog regelmatig bijgestaan door zijn trouwe indiaanse metgezel Tonto. De herkenningsmelodie van The Lone Ranger was Gioacchino Rossini's Willem Tell ouverture. De kreet, "Hi-ho Silver, away!", werd een populaire catchphrase.

## Rolverdeling
| Acteur          | Personage       |
| --------------- | --------------- |
| Jay Silverheels | Tonto           |
| Clayton Moore   | The Lone Ranger |
| John Hart       | The Lone Ranger |

## Stripverhaal
De avonturen van The Lone Ranger en Tonto verschenen ook als strip onder dezelfde naam, The Lone Ranger, in Amerikaanse dagbladen van 1938 tot 1971, en later opnieuw van 1981 tot 1984. Een Nederlandse overgetekende bewerking werd in de jaren vijftig door ATH (Arnoldus Teeuwen Handelsdrukkerij) uitgebracht onder de naam De Onbekende Stille; in deze reeks verschenen ruim 100 titels.

## Film en filmmuziek
In 2013 werd een gelijknamige film uitgebracht die gebaseerd was op deze serie. De soundtrack van deze film, door Hans Zimmer, verscheen datzelfde jaar als album.